# Huonia arborophila
Huonia arborophila är en trollsländeart. Huonia arborophila ingår i släktet Huonia och familjen segeltrollsländor. IUCN kategoriserar arten globalt som livskraftig.

## Underarter
Arten delas in i följande underarter:
- H. a. arborophila
- H. a. diminuta